# Монтеро, Амайя
Амайя Монте́ро — испанская певица, вокалистка группы «La Oreja de Van Gogh» в период с 1996 по 2007 годы.
Родилась 26 августа 1976 года в городе Ирун (Страна Басков, Испания).

## Музыкальная карьера
Музыкальный коллектив «La Oreja de Van Gogh» был сформирован в 1996 году гитаристом Пабло Бенегасом, басиста Альваро Фуэнтасом, клавишником Шаби Сан Мартином и барабанщиком Арицем Гарде. Амайя Монтеро присоединилась к группе чуть позднее, после приглашения Пабло Бенегаса.
В 1998 году группа стала призёром Фестиваля музыки в Сан-Себастьяне, после чего подписала контракт с компанией Sony BMG на издание первого альбома группы «Dile al sol». В Испании было продано приблизительно 800 000 копий альбома.
Второй альбом «El viaje de Copperpot» был выпущен 11 сентября 2000 года. Он стал более успешным, чем первый, — в Испании было продано более 1 200 000 копий. Ещё 750 000 копий было продано в Мексике. Этот альбом стал платиновым.
В 2003 году вышел третий альбом «Lo que te conté mientras te hacías la dormida». Этот альбом разошёлся по всему миру (включая Соединённые Штаты) тиражом более 2 500 000 копий.
После выхода третьего альбома группа выиграла несколько музыкальных наград, включая «MTV Video Music Awards Latinoamérica 2004» от музыкального канала MTV и «Ondas Award» за лучший альбом.
С живыми концертами группа выступила во Франции, Японии, Мексике, Аргентине и Чили.
В 2006 году вышел четвёртый альбом «Guapa», также ставший успешным и 7 раз ставший платиновым в Испании, дважды платиновым в Мексике, платиновым в Аргентине и Чили, а также золотым в Колумбии и США. Sony Music выпустила специальный выпуск этого альбома также для итальянского рынка.
В 2006 году группа выиграла латинскую премию Грэмми (Latin Grammy Awards) за лучший альбом в стиле поп-музыки и заняла третье место на ежегодной церемонии вручения премии MTV Europe Music Awards.
В 2007 году Амайя Монтеро занялась сольной карьерой и 19 ноября 2007 года объявила о своём выходе из группы. В 2008 году выпустила свой первый сольный альбом «Amaia Montero».
В 2009 году Амайя Монтеро совершила первый сольный тур по Латиноамериканским странам, дав концерты в Перу, Эквадоре, Панаме, Коста-Рике, Никарагуа, Мексике, Колумбии, Венесуэле, Уругвае, Аргентине и Чили, а также у себя на родине, в Испании.

## Дискография

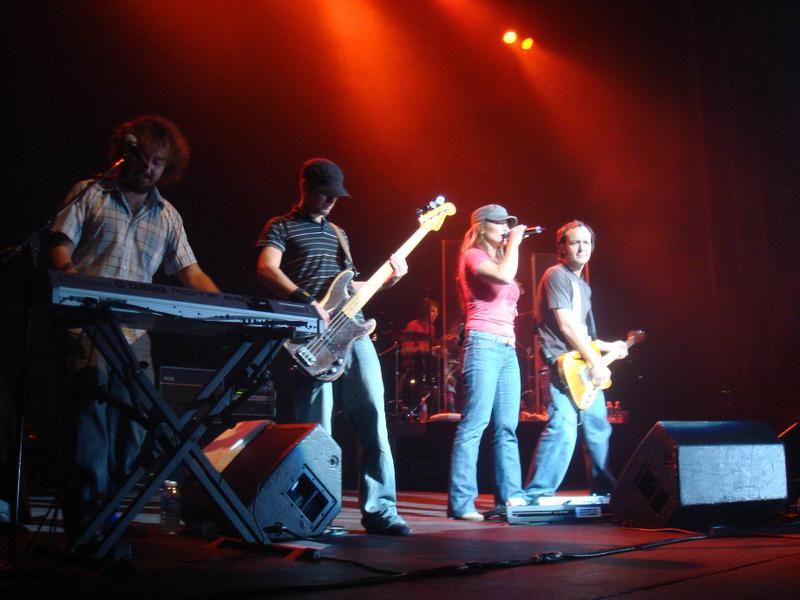
Выступление Амайи Монтеро с группой La Oreja de Van Gogh, 2006 год.

### La Oreja de Van Gogh
- Dile al sol (1998)
- El viaje de Copperpot (2000)
- Lo que te conté mientras te hacías la dormida (2003)
- Guapa (2006)

### Сольные альбомы
- Amaia Montero (2008)
- Duos 2  (2011)

## Участие в других проектах
Амайя Монтеро исполняла также песни в дуэте с другими известными исполнителями, такими как:
- Алекс Убаго — Sin miedo a nada
- El Canto del Loco — Puede ser
- Хосе Луис Пералес — Por qué te vas?
- Алехандро Фернандес — Me dediqué a perderte
- Микел Эренчун — Lau Teilatu
- Эрос Рамаццотти — Está pasando noviembre
- Presuntos Implicados — Samurai
- Мигель Бозе — Sevilla
- Lorca — El último Quijote
- Рамси Ферреро — Me quedas tú
- Микел Эренчун — Ahora sé que estás
- Тициано Ферро — El Regalo Más Grande